# Cameron Robinson
Cameron "Cam" Robinson, es un personaje ficticio de la serie de televisión australiana Neighbours, interpretada por el actor Adam Hunter del 28 de marzo de 2006 hasta el 6 de septiembre de 2009.